# Velma Middleton

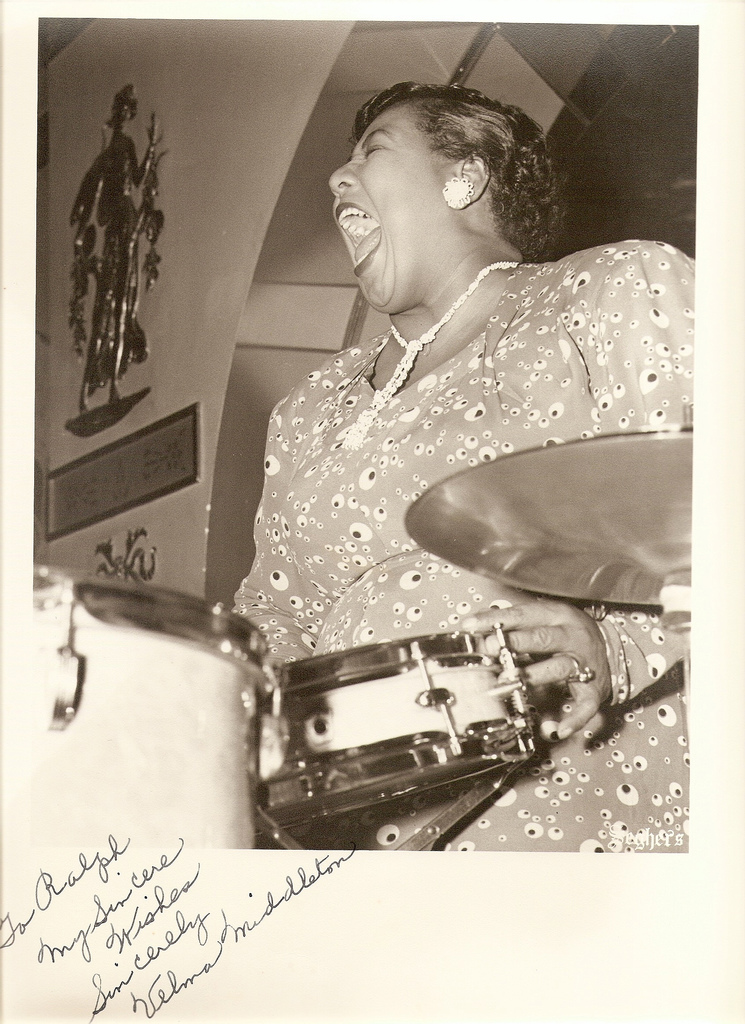
Velma Middleton

Velma Middleton (* 1. September 1917 in St. Louis, Missouri; † 10. Februar 1961 in Freetown, Sierra Leone) war eine amerikanische Jazzsängerin.

## Leben und Wirken
Middleton trat seit Anfang der 1930er in Nachtclubs auf, bevor sie 1938 mit Connie McLean’s Orchestra, mit dem sie auch in Südamerika gastierte, und als Solistin im Jazzbereich arbeitete. 1942 wurde sie Mitglied der Band von Louis Armstrong. Aufgrund des Recording ban ist sie erst ab 1946 auf Schallplatten mit ihm dokumentiert. Nach der Auflösung von Armstrongs Big Band 1947 trat sie mit Armstrongs All Stars auf. Sie wurde von ihm bei dessen Konzerten auch für komische Nummern eingesetzt. In Erinnerung bleiben die Duette mit Armstrong, z. B. That’s My Desire, Baby It’s Cold Outside oder Big Butter and Egg Man. 1952 nahm sie auch unter ihrem Namen für Duotone auf. Zwei Alben unter eigenem Namen nahm sie mit Earl Hines 1948 bzw. Cozy Cole 1952 auf.
Sie starb auf einer Afrikatournee, auf der sie mit Armstrong unterwegs war.

## Diskographische Hinweise
- Louis Armstrong: Plays W. C. Handy; Satch Plays Fats